# Monterrubio de la Sierra
Monterrubio de la Sierra is een gemeente in de Spaanse provincie Salamanca in de regio Castilië en León met een oppervlakte van 35,31 km². Monterrubio de la Sierra telt 169 inwoners (1 januari 2016).

## Demografische ontwikkeling
Bron: INE, 1857-2011: volkstellingen